# Sindrome da sonno anticipato
La sindrome da sonno anticipato, o tipologia di sonno anticipato del disturbo del ritmo circadiano, è la condizione per cui chi ne soffre si trova in uno stato di grande sonnolenza molto presto alla sera, con tendenza a coricarsi prima delle 20:00, risvegliandosi di conseguenza molto presto alla mattina, se non quando durante la notte.
Questo disturbo è frequente nelle donne in menopausa e negli anziani.